# Claus Niyukuri
Claus Niyukuri, né le 13 février 2000 au Burundi, est un footballeur international burundais. Il évolue au poste d'arrière gauche au FK Haugesund.

## Biographie

### En club
Né au Burundi, Claus Niyukuri arrive en Norvège avec sa famille en 2004, où celle-ci s'installe au Haugaland. Il commence à jouer pour le Kopervik IL, dans les équipes de jeunes puis dans les divisions inférieures du championnat norvégien.
Il marque son premier but pour le club le 7 novembre 2020, lors d'une rencontre de championnat contre le Flekkerøy IL (en). Il est titularisé et son équipe s'impose par deux buts à un.
En janvier 2024, Claus Niyukuri rejoint le FK Haugesund avec lequel il signe un contrat de quatre ans, soit jusqu'en décembre 2027. Le transfert est annoncé dès le 11 novembre 2022.
Avec cette équipe il découvre l'Eliteserien, la première division norvégienne, jouant son premier match le 10 avril 2023, lors de la première journée de la saison 2023, face au SK Brann. Il entre en jeu à la place de Anders Bærtelsen lors de cette rencontre perdue par son équipe (3-0 score final). Le 8 octobre 2023, Niyukuri marque son premier but pour le FK Haugesund, lors d'une rencontre de championnat face au Strømsgodset IF. Il donne la victoire à son équipe en étant l'unique buteur de la partie. Une victoire importante dans la lutte d'Haugesund pour son maintien,.

### En sélection
Claus Niyukuri honore sa première sélection avec l'équipe nationale du Burundi le 22 mars 2024, lors d'un match amical contre Madagascar. Il est titularisé et son équipe est battue par un but à zéro.